# Pioneer 8
Pioneer 8 byla bezpilotní sonda z roku 1967 organizace NASA z USA určená k průzkumu meziplanetárního prostoru. Celý projekt programu Pioneer připravila Jet Propulsion Laboratory (JPL) v Pasadeně u Los Angeles. Označení dle katalogu COSPAR dostala 1967-123A, nosná raketa 1967-123B.

## Program
Program mise byl obdobný, jako let předchozích sond Pioneer 5 – 7, tedy průzkum meziplanetárního prostoru. Opět bylo na programu měření částic a magnetických polí.

## Konstrukce sondy
Sondu postavila firma TRW z USA na objednávku NASA, byla identická se sondou Pioneer 7. Její hmotnost byla necelých 64 kg. Nese sedm měřících přístrojů.

## Průběh letu
S pomocí rakety Delta DSV 3E1 odstartovala sonda z rampy na kosmodromu Eastern Test Range na Floridě dne 13. prosince 1967. Brzy poté se dostala na požadovanou oběžnou dráhu ve vzdálenosti 150 – 160 milionů km od Slunce, tedy mezi drahami Země a Marsu. Doba oběhu byla 387 dní. Sonda dlouhodobě předávala na Zem požadované údaje.
Dne 2. srpna 1996 bylo naposledy se sondou navázáno spojení přes záložní vysílač a bylo zjištěno, že dosud (po 29 letech) jeden z přístrojů funguje. Hlavní vysílač se porouchal již dříve. Projektovaná životnost byla 6 měsíců.